# Hugh Andrew Johnstone Munro
Hugh Andrew Johnstone Munro (* 29. Oktober 1819 in Elgin; † 30. März 1885 in Rom) war ein britischer Klassischer Philologe.

## Leben
Hugh A. J. Munro war der uneheliche Sohn des Kunstsammlers Hugh Andrew Johnstone Munro of Novar (1797–1864). Er besuchte die Shrewsbury School und lernte dort Latein und Griechisch bei Benjamin Hall Kennedy. Anschließend studierte Munro am Trinity College in Cambridge, wo er anschließend seine akademische Laufbahn begann. 1843 wurde er zum Fellow ernannt und hatte damit eine feste Stellung am College. 1869 wurde er auf den neu eingerichteten Lehrstuhl für Latinistik berufen, doch schon 1872 trat er in den Ruhestand. 1878 wurde er in die American Academy of Arts and Sciences gewählt.
Munros erste Publikation galten der Logik des Aristoteles, über den er auch seine ersten Vorlesungen in Cambridge hielt. Sein Lebenswerk widmete er jedoch der griechischen und besonders der lateinischen Dichtung (er schrieb auch selbst elegante lateinische Gedichte). Sein bedeutendstes Werk war die kritische Edition des Lehrgedichts De rerum natura von Lukrez, zu der Munro zahlreiche (teilweise vorher unbekannte) Handschriften kollationierte. Mit dieser Arbeit begann er um 1849. Die kritische Edition erschien erstmals 1860, dann vier Jahre später in überarbeiteter und erweiterter Form (mit kritischem und sachlichen Kommentar und einer englischen Prosaübersetzung).
In der Bibliothek des Trinity College entdeckte Munro eine Handschrift, die die bislang beste Textfassung des pseudo-vergilischen Gedichts Aetna enthielt. 1867 veröffentlichte Munro eine Edition des Gedichts. Sein letztes Buch (1878) galt der Erklärung und Kritik der Gedichte Catulls.
H. A. J. Munro starb bei einem Aufenthalt in Rom und wurde auf dem protestantischen Friedhof bestattet.